# Florian Grużewski
Florian Grużewski (ur. 2 marca 1851, zm. 1 września 1929) – syn Kamilli z Mierosławskich i Tadeusza Grużewskiego, siostrzeniec dyktatora powstania styczniowego, gen. Ludwika Mierosławskiego. Absolwent Uniwersytetu Warszawskiego i paryskiej Szkoły Górniczej, ziemianin, sztygar naftowy.
Od 1899 r. osiadł w Zakopanem i wspólnie z Aleksandrem Modlińskim założył przy Krupówkach kantor wymiany i magazyn handlowy. Współtworzył „Przegląd Zakopiański” (1901–1903), którego był redaktorem, prowadził wykłady popularnonaukowe, działał w Zarządzie „Czytelni Zakopiańskiej”, TOPR, Bibliotece Publicznej i Towarzystwie Muzeum Tatrzańskiego. W latach 1909–1914 był radnym gminnym. Był wydawcą i redaktorem czasopisma pt. „Zakopane” (1910–1913). Był dyrektorem filii lwowskiego Banku Związkowego. Po śmierci żony (Felicji ze Skarżyńskich) przeniósł się do Krakowa. Tutaj podjął pracę w Dyrekcji Budowy Dróg Wodnych.
Oboje z żoną są pochowani na cmentarzu Rakowickim w Krakowie.